# Haltunchén
Haltunchén är en ort i kommunen Seybaplaya i delstaten Campeche i Mexiko. Orten, som ligger strax söder om Villa Madero, hade 76 invånare vid den senaste officiella folkräkningen i Mexiko 2010.